# Mileham
Mileham is een civil parish in het bestuurlijke gebied Breckland, in het Engelse graafschap Norfolk met 563 inwoners.